# Dans la ville endormie (film, 1928)
Pour le film de Maurice Tourneur sorti en 1923, voir Dans la ville endormie.
Pour les articles homonymes, voir While the City Sleeps.
Pour plus de détails, voir Fiche technique et Distribution.
Dans la ville endormie (titre original : While the City Sleeps) est un film américain réalisé par Jack Conway, sorti en 1928.
Une copie en a été préservée, à l'exception de portions manquantes liées à la dégradation du nitrate de cellulose constituant la pellicule.

## Synopsis
Les Plain Clothes Men sont un groupe de détectives déguisés en citoyens ordinaires pour attraper les criminels sans se faire remarquer. Ils sont particulièrement détestés par la pègre en raison de leur rencontre constante, au cours de laquelle les suspects sont analysés et interrogés de manière approfondie. Parmi le personnel se trouve Dan Coghlan, un policier aux pieds plats et au caractère dur, qui n'est pas satisfait du manque d'aventure. Alors qu'il est sur le point de quitter son emploi, il est appelé chez un bijoutier. En arrivant là-bas, il trouve Mile-Away Skeeter Carlson, un escroc qui ne se fait jamais arrêter pour les crimes qu'il commet faute de preuves. Il prétend toujours qu'il était à un mile de la scène du crime. Dan décide de le suivre et après avoir parlé à la petite amie de Skeeter, Bessie, sans obtenir aucune information, il empêche Skeeter de séduire la jeune Myrtle Sullivan, une jeune fille, qui trouve de l'excitation à traîner avec des escrocs. Dan s'est assigné comme gardien de Myrtle et il désapprouve son petit ami Marty, un gangster pimpant sans travail. Lorsque Skeeter est hors de la ville pendant deux jours, Dan saisit cette occasion pour manipuler Bessie. Après l'avoir convaincue que Skeeter prévoyait de la jeter pour Myrtle, Bessie admet qu'il a assassiné le bijoutier.
Sans perdre de temps, Dan entreprend d'arrêter Skeeter et sa bande, pour découvrir que l'un d'eux est Marty. Peu de temps après, le cadavre de Bessie est retrouvé dans sa voiture et Dan est convaincu que Skeeter est responsable de sa mort, considérant qu'elle allait témoigner contre lui. L'affaire contre Skeeter est rejetée par le tribunal et il révèle immédiatement son plan d'assassiner Marty. Dan surprend cette conversation et se dépêche de protéger Marty pour le surprendre au milieu d'un vol d'entrepôt de fourrure. Même s'il pouvait le dénoncer, Dan ordonne à la police de laisser Marty tranquille et aide le jeune homme à continuer tout droit, à condition que Marty quitte la ville. Avant de quitter la ville, Marty veut rencontrer Myrtle une dernière fois et lui envoie une lettre mais Skeeter la lit avant de pouvoir la recevoir. Il essaie de s'imposer à elle mais est interrompu par une descente de police. Avant qu'ils n'ouvrent la porte, Skeeter tire un coup de feu à travers - ce qui tue un flic - puis s'en va. En apprenant que Myrtle témoignera contre lui, Skeeter entreprend de la tuer. Pendant ce temps, Dan dit à Myrtle contre son meilleur jugement qu'il l'aime et lui propose ensuite le mariage. Même si elle est en fait amoureuse de Marty, Myrtle accepte, juste par gratitude pour tout ce que Dan a fait pour elle.
Ensuite, Dan part à la recherche de Skeeter et le surprend, lui et ses hommes, en train de se préparer à une escapade. Il en résulte une fusillade décisive , au cours de laquelle plusieurs policiers et gangsters sont tués. Les hommes de Skeeter abandonnent après avoir été attaqués par des bombes lacrymogènes, mais Skeeter trouve un moyen de s'échapper sur le toit. Dan le suit là-bas, et après une énième fusillade, Skeeter est tué. Pendant ce temps, Marty revient en ville en colère après avoir découvert les fiançailles de Dan et Myrtle. Marty propose à Myrtle, mais elle décide de rester fidèle à Dan. Dan se rend compte qu'elle aime vraiment Marty et s'arrange pour qu'ils se marient. Dan dit à Marty "Tu vas épouser cette fille, mais si jamais tu la rends malheureuse, je te brise le cou!"

## Fiche technique
- Titre : Dans la ville endormie
- Titre original : While the City Sleeps
- Réalisation : Jack Conway
- Scénario : Joseph Farnham, Andrew Percival Younger
- Photographie : Henry Sharp
- Montage : Sam Zimbalist
- Musique : William Axt, Edward Cupero (non crédité)
- Direction artistique : Cedric Gibbons
- Costumes : Gilbert Clark
- Société de production : Metro-Goldwyn-Mayer
- Société de distribution : Metro-Goldwyn-Mayer
- Pays de production :  États-Unis
- Format : Noir et blanc — 35 mm — 1,33:1 — Muet
- Métrage : 2 204 mètres (9 bobines)
- Genre : Film dramatique, Film policier, Film d'action, Film de gangsters[2]
- Durée : 66 minutes (1 h 6)
- Dates de sortie : 
  - États-Unis : 15 septembre 1928
  - France : 14 mars 1930
- Affiche : Roland Coudon (France)

## Distribution
- Lon Chaney : Daniel Aloysius « Dan » Coghlan
- Anita Page : Myrtle Sullivan
- Carroll Nye : Marty
- Wheeler Oakman : « Mile-Away » Skeeter Carlson
- Mae Busch : Bessie
- Polly Moran : Mme. McGinnis
- Lydia Yeamans Titus : Mme. Sullivan
- William Orlamond : Dwiggins
- Richard Carle : Wally